# Gracze w karty (obraz Paula Cézanne’a)
Gracze w karty lub Grający w karty (fr. Les Joueurs de cartes) – obraz olejny autorstwa Paula Cézanne’a z lat 1893–1896, przedstawiający ludzi grających w karty. Dzieło nawiązuje do scen malowanych przez braci Le Nain ukazujących sceny chłopskie.
W latach 1890–1896 Cézanne namalował całą serię obrazów przedstawiających mężczyzn grających w karty, spośród których obraz znajdujący się obecnie w Musée d’Orsay jest najbardziej znany. Artysta przedstawił graczy w sposób odmienny od zwyczajowego, ukazując ich skupione, nie zdradzające żadnych emocji twarze. Hałaśliwą i żywiołową grę oraz chciwość i napięcie jej towarzyszące zastąpił niemal intelektualnym doświadczeniem. W liście do Paula Alexisa malarz wyjaśnił, że do obrazu nigdy nie pozowali mu jednocześnie wszyscy modele, ponieważ po nakreśleniu schematu kompozycji malował po kolei postacie i detale.
Na początku lutego 2012 inna wersja obrazu została sprzedana. Nowym właścicielem została katarska rodzina królewska, która za obraz zapłaciła 158,4 mln funtów, czyli około 250 mln dolarów. Obraz był najdrożej sprzedanym dziełem sztuki w historii do 15 listopada 2017 kiedy sprzedano obraz Leonarda da Vinci Salvator Mundi za 450,30 mln dolarów.